# Karl Lanz

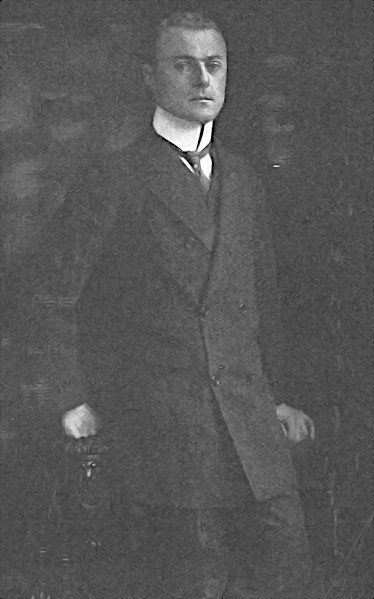
Karl Lanz

Karl Lanz (* 18. Mai 1873 in Mannheim; † 18. August 1921 ebenda; vollständiger Name: Karl Wilhelm Konstantin Philipp Lanz) war ein deutscher Maschinenbauingenieur, Unternehmer und Förderer technischer Innovationen.

## Leben
Nach dem Studium des Maschinenbaus an der Technischen Hochschule (Berlin-)Charlottenburg trat Karl Lanz 1897 in das Unternehmen seines Vaters Heinrich Lanz ein. Lanz & Co. war der bedeutendste Hersteller landwirtschaftlicher Maschinen auf dem europäischen Festland und das größte Unternehmen in Baden. Nach dem Tod des Vaters übernahm Karl Lanz 1905 die Leitung. Er setzte die Geschäftspolitik seines Vaters fort, vollendete den Umzug der Produktionsanlagen nach Mannheim-Lindenhof und erweiterte das Unternehmen durch Zukäufe.
Dem väterlichen Vorbild folgend verstand sich Karl Lanz als Förderer neuer Ideen und technischer Innovationen. Zur Förderung des Motorbootbaus veranstaltete er Wettfahrten wie die Rheinwochen 1907 und 1908 sowie die Bodenseewochen 1908 bis 1910, für die Sieger stiftete er Preise. Besonders verpflichtet fühlte er sich den Bemühungen im Bereich der Luftfahrt. Lanz war Mitglied im Berliner Verein für Luftschifffahrt und Präsident des Deutschen Luftflottenvereins in Mannheim. Am 15. April 1908 stiftete er dem Verein für Luftschifffahrt 50.000 Mark, von denen 10.000 Mark der Unterstützung der Versuche deutscher Flugtechniker dienten, 40.000 Mark aber als Lanz-Preis der Lüfte ausgelobt waren. Bewerben konnten sich ausschließlich deutsche Piloten, deren Maschinen in Deutschland konstruiert und gebaut worden waren. Am 30. Oktober 1909 erfüllte der Magdeburger Flugpionier Hans Grade auf dem Flugplatz Johannisthal in Anwesenheit des Stifters die Bedingungen und bekam die Summe ausbezahlt. Lanz stiftete anschließend noch vier Zusatzpreise.
Am 22. April 1909 gründete Lanz gemeinsam mit Johann Schütte das Unternehmen Luftschiffbau Lanz & Schütte GmbH in Mannheim-Rheinau. Es stellte in den kommenden Jahren 22 Starrluftschiffe und im Ersten Weltkrieg, vor allem am Standort Zeesen, auch Flugzeuge für das Militär her. Lanz’ Rolle beschränkte sich auf die des Investors. Auf die technischen Entwicklungen nahm er keinen Einfluss.
Kurz vor seinem frühen Tod im Alter von 48 Jahren brachte er den legendären Ackerschlepper Lanz Bulldog des Konstrukteurs Fritz Huber heraus. Auf der Kurpfälzer Meile der Innovationen erinnert eine Bronceplatte an die Konstruktion des Lanz-Bulldog.

## Residenzen

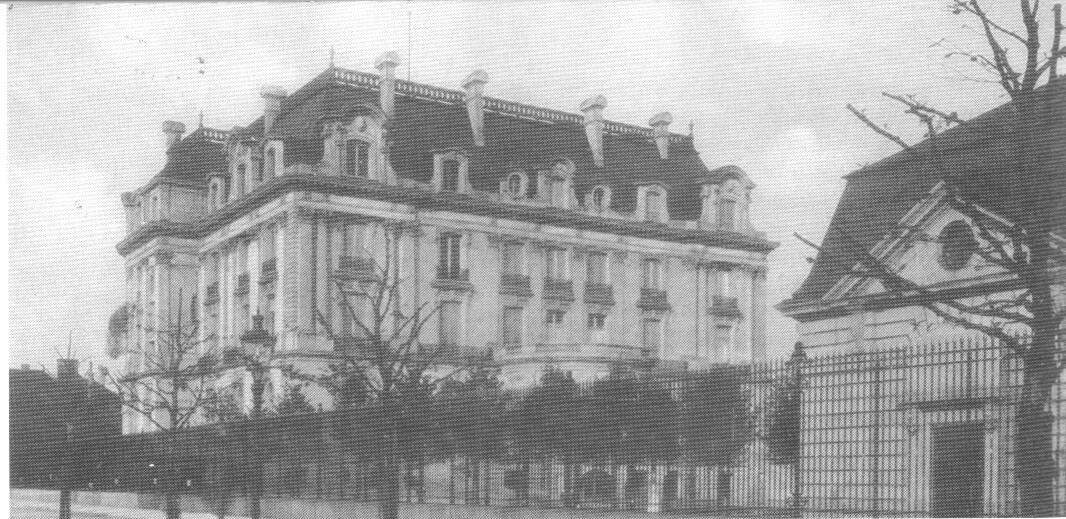
Palais Lanz im Jahr 1917

Das Ehepaar Lanz ließ sich zwischen 1907 und 1913 vom französischen Architekten Eugène Saint-Ange (1848–1914) in der Mannheimer Oststadt das Palais Lanz erbauen, bei dem es sich noch heute um das größte Privathaus Mannheims handelt. Das heute viergeschossige Palais ist in großen Teilen erhalten, lediglich im Dachbereich und auf der Rückseite fanden größere Umbauten statt.
1919 schenkte Karl Lanz das Schloss Marbach am Untersee seiner Frau zum Geburtstag.

## Ehrungen

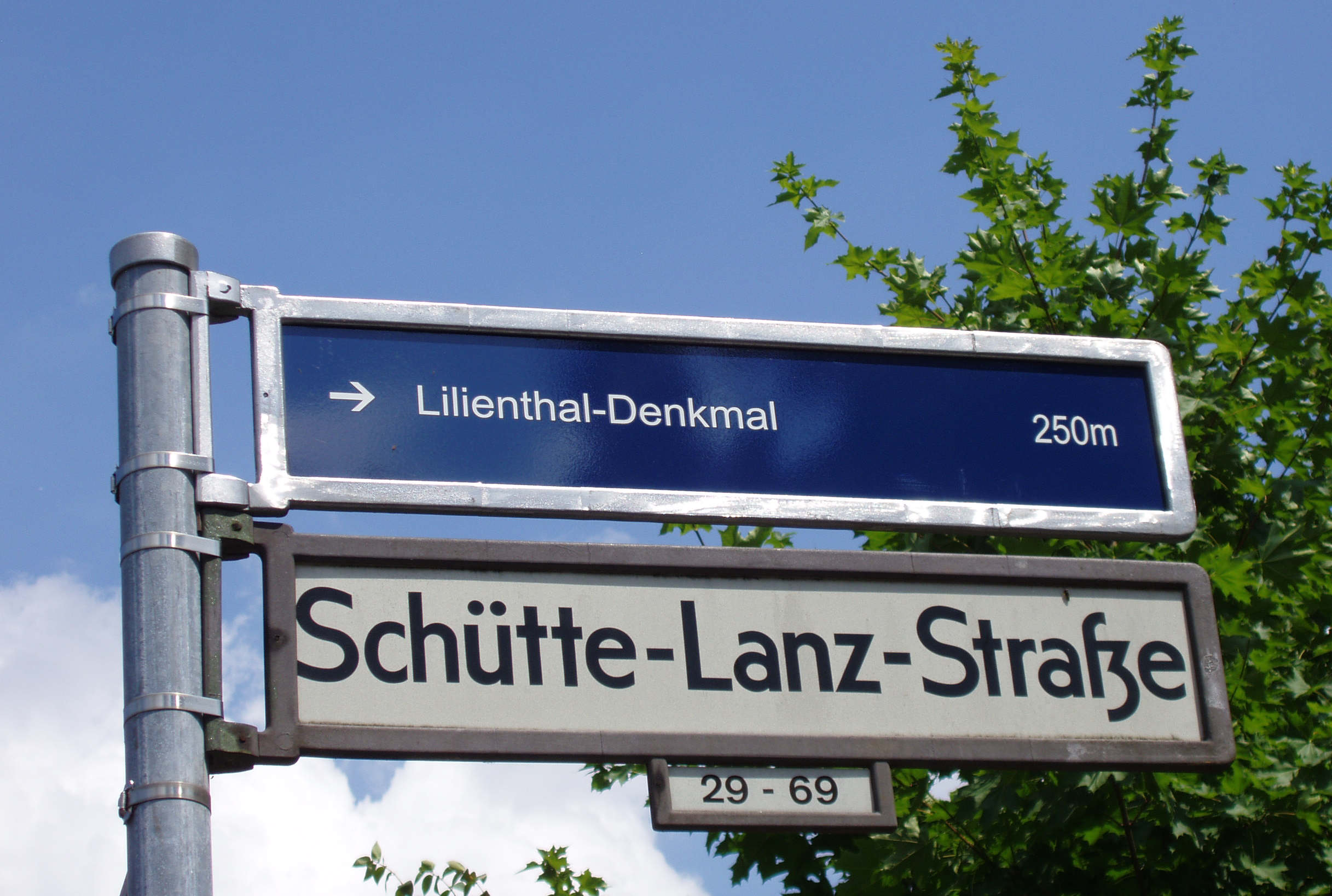
Straßenschild in Berlin mit Wegweiser zum Lilienthal-Denkmal

Die Ruprecht-Karls-Universität Heidelberg verlieh Karl Lanz die Ehrendoktorwürde. Er war Ehrenmitglied der Heidelberger Akademie der Wissenschaften, die am 3. Juli 1909 durch eine Spende der Familie Lanz neu gegründet worden war. Die Stadt Friedrichshafen verlieh ihm 1910 die Ehrenbürgerwürde.
In Berlin, Bremen, Brühl, Oldenburg, Wildeshausen und Königs Wusterhausen (Ortsteil Zeesen) gibt es Schütte-Lanz-Straßen.